# Суджит Маан
Суджит Маан (англ. Sujeet Maan; нар. 15 грудня 1978, Делі) — індійський борець вільного стилю, срібний та триразовий бронзовий призер чемпіонатів Азії, чемпіон Південноазійських ігор, чемпіон Співдружності, учасник Олімпійських ігор.

## Життєпис
Боротьбою почав займатися з 1990 року. У 1994 році здобув срібну медаль чемпіонату світу серед кадетів.
Виступав за борцівський клуб «Guru Hanuman» Делі. Тренер —  Маха Сінгх Рао (з 1990).
У 2002 році за спортивні досягнення був нагороджений премією «Арджуна».

## Спортивні результати на міжнародних змаганнях

### Виступи на Олімпіадах
| Змагання                    | Збірна | Вагова категорія          | Місце |
| --------------------------- | ------ | ------------------------- | ----- |
| Літні Олімпійські ігри 2004 | Індія  | вільна боротьба, до 74 кг | 18    |

### Виступи на Чемпіонатах світу
| Змагання                        | Збірна | Вагова категорія          | Місце |
| ------------------------------- | ------ | ------------------------- | ----- |
| Чемпіонат світу з боротьби 1999 | Індія  | вільна боротьба, до 69 кг | 19    |
| Чемпіонат світу з боротьби 2001 | Індія  | вільна боротьба, до 76 кг | 12    |
| Чемпіонат світу з боротьби 2003 | Індія  | вільна боротьба, до 74 кг | 8     |
| Чемпіонат світу з боротьби 2006 | Індія  | вільна боротьба, до 84 кг | 21    |

### Виступи на Чемпіонатах Азії
| Змагання                         | Збірна | Вагова категорія                 | Місце  |
| -------------------------------- | ------ | -------------------------------- | ------ |
| Чемпіонат Африки з боротьби 1996 | ПАР    | греко-римська боротьба, до 48 кг | 5      |
| Чемпіонат Азії з боротьби 1999   | Індія  | вільна боротьба, до 69 кг        | Бронза |
| Чемпіонат Азії з боротьби 2000   | Індія  | вільна боротьба, до 69 кг        | Бронза |
| Чемпіонат Азії з боротьби 2003   | Індія  | вільна боротьба, до 74 кг        | Бронза |
| Чемпіонат Азії з боротьби 2004   | Індія  | вільна боротьба, до 74 кг        | Срібло |

### Виступи на Азійських іграх
| Змагання           | Збірна | Вагова категорія          | Місце |
| ------------------ | ------ | ------------------------- | ----- |
| Азійські ігри 1998 | Індія  | вільна боротьба, до 69 кг | 4     |
| Азійські ігри 2002 | Індія  | вільна боротьба, до 74 кг | 6     |

### Виступи на Південноазійських іграх
| Змагання                   | Збірна | Вагова категорія          | Місце  |
| -------------------------- | ------ | ------------------------- | ------ |
| Південноазійські ігри 1999 | Індія  | вільна боротьба, до 69 кг | Золото |

### Виступи на Чемпіонатах Співдружності
| Змагання                                | Збірна | Вагова категорія          | Місце  |
| --------------------------------------- | ------ | ------------------------- | ------ |
| Чемпіонат Співдружності з боротьби 2003 | Індія  | вільна боротьба, до 74 кг | Золото |

### Виступи на інших змаганнях
| Змагання                                                      | Збірна | Вагова категорія          | Місце |
| ------------------------------------------------------------- | ------ | ------------------------- | ----- |
| Олімпійський кваліфікаційний турнір з боротьби 2000 (Мінськ)  | Індія  | вільна боротьба, до 69 кг | 4     |
| Олімпійський кваліфікаційний турнір з боротьби 2000 (Лейпциг) | Індія  | вільна боротьба, до 69 кг | 13    |
| Олімпійський кваліфікаційний турнір з боротьби 2000 (Токіо)   | Індія  | вільна боротьба, до 69 кг | 16    |
| Гран-прі Німеччини з боротьби 2002                            | Індія  | вільна боротьба, до 74 кг | 7     |

### Виступи на змаганнях молодших вікових груп
| Змагання                                      | Збірна | Вагова категорія          | Місце  |
| --------------------------------------------- | ------ | ------------------------- | ------ |
| Чемпіонат світу з боротьби серед кадетів 1994 | Індія  | вільна боротьба, до 76 кг | Срібло |
| Чемпіонат світу з боротьби серед юніорів 1997 | Індія  | вільна боротьба, до 70 кг | 13     |